# Stazione meteorologica di Genova-Sestri Ponente
La stazione meteorologica di Genova-Sestri Ponente è la stazione meteorologica di riferimento per il Servizio Meteorologico dell'Aeronautica Militare e per l'Organizzazione Mondiale della Meteorologia, relativa alla località di Sestri Ponente e all'area litoranea occidentale della città di Genova.

## Caratteristiche

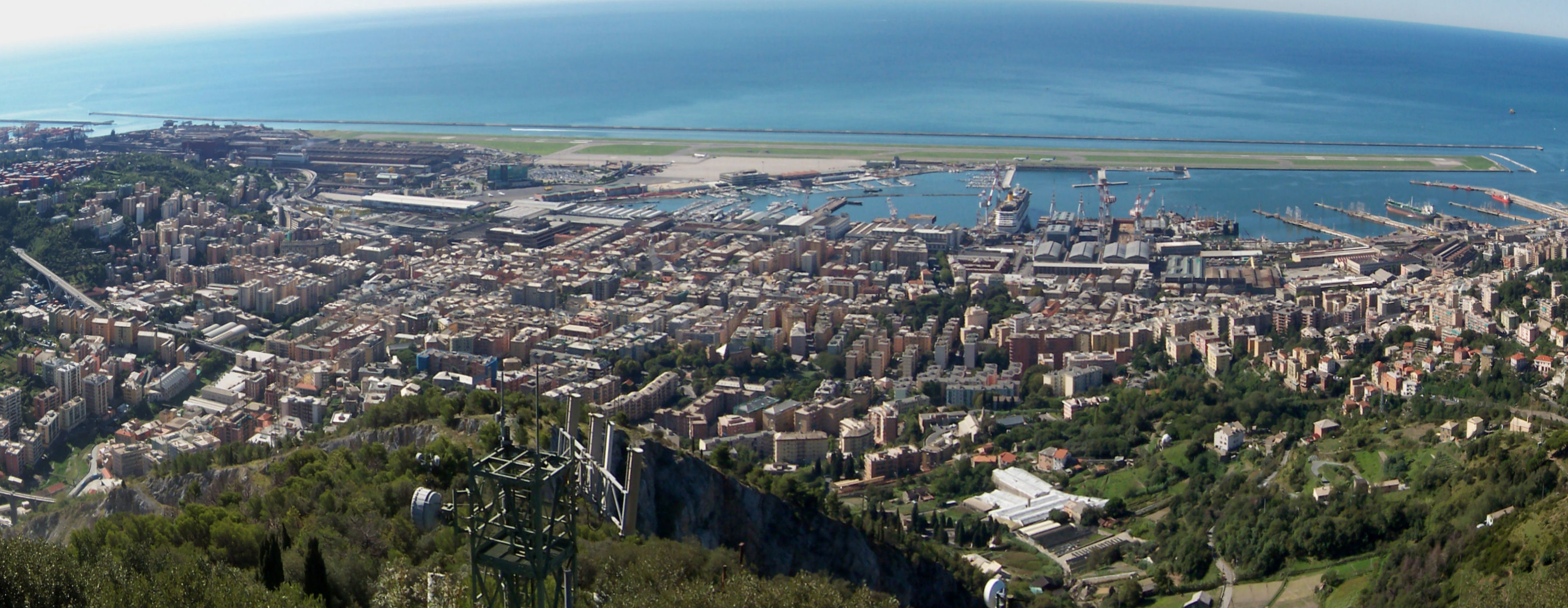
Veduta panoramica da nord dell'area di ubicazione della stazione meteorologica

La stazione meteorologica, gestita dall'ENAV a partire dagli anni novanta, si trova nell'Italia nord-occidentale, in Liguria, nel comune di Genova, in località Sestri Ponente, presso l'area aeroportuale di Sestri Ponente, a 3 metri s.l.m. e alle coordinate geografiche 44°24′43″N 8°50′48.67″E.
Storicamente la prima stazione meteorologica che effettuava rilevazioni per il Servizio Meteorologico dell'Aeronautica Militare era ubicata tra il 1926 e il 1931 su un battello situato tra la centrale termoelettrica e Ponte San Giorgio.
Tra il 1931 e il 1934 la sede venne spostata nell'area di Montenero.
Dal 1934 al novembre 1955 la stazione meteorologica ebbe sede presso l'idroscalo di Sampierdarena, inizialmente su un battello galleggiante, ma rimanendo inattiva tra il settembre 1943 e il giugno 1945 a causa delle vicende della seconda guerra mondiale.
Infine, tra il novembre 1955 e l'ottobre 1962, la stazione risultava ubicata nell'area di San Martino, prima del suo definitivo spostamento nell'area dell'aeroporto che venne appunto inaugurato nel 1962.

## Medie climatiche ufficiali

### Dati climatologici 1971-2000
In base alle medie climatiche del trentennio 1971-2000, le più recenti in uso, la temperatura media del mese più freddo, gennaio, è di +8,5 °C, mentre quella del mese più caldo, agosto, è di +24,4 °C; mediamente si contano 3 giorni di gelo all'anno e 9 giorni annui con temperatura massima uguale o superiore ai 30 °C. Nel trentennio esaminato, i valori estremi di temperatura sono i +35,4 °C del luglio 1971 e dell'agosto 1990 (valore però inferiore ai +37,8 °C registrati nel luglio 1952) e i -6,8 °C del gennaio 1985.
Le precipitazioni medie annue si attestano a 1.079 mm, mediamente distribuite in 77 giorni, con minimo relativo in estate, picco massimo in autunno e massimo secondario in inverno per gli accumuli totali stagionali.
L'umidità relativa media annua fa registrare il valore di 68,3% con minimo di 63% a febbraio e massimo di 74% a maggio; mediamente si contano zero giorni all'anno con episodi nebbiosi.
Di seguito è riportata la tabella con le medie climatiche e i valori massimi e minimi assoluti registrati nel trentennio 1971-2000 e pubblicati nell'Atlante Climatico d'Italia del Servizio Meteorologico dell'Aeronautica Militare relativo al medesimo trentennio.
| Genova-Sestri Ponente (1971-2000) | Mesi        | Mesi        | Mesi        | Mesi        | Mesi        | Mesi        | Mesi        | Mesi        | Mesi        | Mesi        | Mesi        | Mesi        | Stagioni | Stagioni | Stagioni | Stagioni | Anno    |
| Genova-Sestri Ponente (1971-2000) | Gen         | Feb         | Mar         | Apr         | Mag         | Giu         | Lug         | Ago         | Set         | Ott         | Nov         | Dic         | Inv      | Pri      | Est      | Aut      | Anno    |
| --------------------------------- | ----------- | ----------- | ----------- | ----------- | ----------- | ----------- | ----------- | ----------- | ----------- | ----------- | ----------- | ----------- | -------- | -------- | -------- | -------- | ------- |
| T. max. media (°C)                | 11,5        | 12,2        | 14,6        | 16,8        | 20,5        | 23,9        | 27,3        | 27,7        | 24,4        | 20,0        | 15,1        | 12,5        | 12,1     | 17,3     | 26,3     | 19,8     | 18,9    |
| T. min. media (°C)                | 5,5         | 6,0         | 8,2         | 10,5        | 14,2        | 17,6        | 20,9        | 21,0        | 17,9        | 13,8        | 9,2         | 6,5         | 6,0      | 11,0     | 19,8     | 13,6     | 12,6    |
| T. max. assoluta (°C)             | 20,3 (1983) | 22,5 (1998) | 23,5 (1997) | 28,2 (1997) | 32,8 (2022) | 34,0 (1987) | 35,4 (1971) | 35,4 (1990) | 32,9 (1982) | 27,5 (1997) | 21,6 (1984) | 20,8 (1979) | 22,5     | 32,8     | 35,4     | 32,9     | 35,4    |
| T. min. assoluta (°C)             | −6,8 (1985) | −5,0 (1986) | −3,6 (1971) | 4,0 (1991)  | 6,6 (1991)  | 9,7 (1986)  | 14,2 (1978) | 11,9 (1972) | 10,2 (1972) | 5,3 (1979)  | 1,1 (1985)  | −3,6 (1996) | −6,8     | −3,6     | 9,7      | 1,1      | −6,8    |
| Giorni di calura (Tmax ≥ 30 °C)   | 0           | 0           | 0           | 0           | 0           | 0           | 4           | 5           | 0           | 0           | 0           | 0           | 0        | 0        | 9        | 0        | 9       |
| Giorni di gelo (Tmin ≤ 0 °C)      | 2           | 1           | 0           | 0           | 0           | 0           | 0           | 0           | 0           | 0           | 0           | 0           | 3        | 0        | 0        | 0        | 3       |
| Precipitazioni (mm)               | 101,8       | 74,0        | 81,7        | 88,0        | 72,4        | 58,2        | 24,2        | 69,3        | 136,4       | 171,3       | 108,8       | 93,1        | 268,9    | 242,1    | 151,7    | 416,5    | 1 079,2 |
| Giorni di pioggia                 | 8           | 6           | 7           | 8           | 7           | 5           | 3           | 5           | 6           | 8           | 7           | 7           | 21       | 22       | 13       | 21       | 77      |
| Giorni di nebbia                  | 0           | 0           | 0           | 0           | 0           | 0           | 0           | 0           | 0           | 0           | 0           | 0           | 0        | 0        | 0        | 0        | 0       |
| Umidità relativa media (%)        | 65          | 63          | 65          | 71          | 74          | 73          | 70          | 70          | 69          | 69          | 66          | 64          | 64       | 70       | 71       | 68       | 68,3    |

### Dati climatologici 1961-1990
In base alla media trentennale di riferimento 1961-1990, ancora in uso per l'Organizzazione meteorologica mondiale e definita Climate Normal (CLINO) ed effettivamente elaborata a partire dall'ottobre 1962, la temperatura media del mese più freddo, gennaio, si attesta attorno ai +8 °C; quella del mese più caldo, luglio, è di +23,9 °C; si contano, mediamente, appena 4 giorni di gelo all'anno. L'escursione termica è mediamente molto contenuta, attorno ai 6 gradi di differenza tra temperatura minima e massima; tende ad essere maggiore, soprattutto in primavera ed estate, in caso di vento di tramontana o grecale, che fa aumentare i valori massimi giornalieri. Nel medesimo trentennio, la temperatura minima assoluta ha toccato i -6,8 °C nel gennaio 1985 (media delle minime assolute annue di -1,5 °C), mentre la massima assoluta ha fatto registrare i +35,4 °C nel luglio 1971 e nell'agosto 1990 (media delle massime assolute annue di +33,2 °C).
La nuvolosità media annua si attesta a 4,1 okta giornalieri, con minimo a luglio di 3 okta e massimo di 4,7 okta giornalieri ad aprile.
Le precipitazioni medie annue, abbondanti, sono superiori ai 1000 mm ma distribuite mediamente in 79 giorni (eventi generalmente di moderata o forte intensità), con minimo relativo in estate e picco molto accentuato in autunno e massimi secondari in inverno e primavera.
L'umidità relativa media annua fa registrare il valore di 65,8%, con minimi a gennaio e a marzo del 61& e massimi del 71% a maggio e a giugno.
L'eliofania assoluta media annua si attesta a 6,1 ore giornaliere, con massimo in luglio di 9,5 ore giornaliere e minimo di 3,6 ore giornaliere in dicembre.
Il vento fa registrare una velocità media annua di 4,9 m/s, con minimo di 3,8 m/s a luglio e massimi di 6 m/s a dicembre e a gennaio; le direzione prevalente è quella di grecale per quasi tutto l'anno, fatta eccezione per il mese di giugno quando tende a predominare lo scirocco (nei mesi estivi avviene comunque generalmente la rotazione a brezza di mare nelle ore più calde della giornata).
| Genova-Sestri Ponente (1961-1990)                    | Mesi        | Mesi        | Mesi        | Mesi        | Mesi        | Mesi        | Mesi        | Mesi        | Mesi        | Mesi        | Mesi        | Mesi        | Stagioni | Stagioni | Stagioni | Stagioni | Anno    |
| Genova-Sestri Ponente (1961-1990)                    | Gen         | Feb         | Mar         | Apr         | Mag         | Giu         | Lug         | Ago         | Set         | Ott         | Nov         | Dic         | Inv      | Pri      | Est      | Aut      | Anno    |
| ---------------------------------------------------- | ----------- | ----------- | ----------- | ----------- | ----------- | ----------- | ----------- | ----------- | ----------- | ----------- | ----------- | ----------- | -------- | -------- | -------- | -------- | ------- |
| T. max. media (°C)                                   | 10,9        | 11,8        | 14,2        | 16,8        | 20,5        | 23,9        | 27,2        | 27,2        | 24,3        | 20,3        | 15,1        | 12,0        | 11,6     | 17,2     | 26,1     | 19,9     | 18,7    |
| T. min. media (°C)                                   | 5,0         | 5,7         | 7,9         | 10,6        | 14,1        | 17,5        | 20,6        | 20,5        | 17,7        | 14,0        | 9,3         | 6,1         | 5,6      | 10,9     | 19,5     | 13,7     | 12,4    |
| T. max. assoluta (°C)                                | 20,3 (1983) | 20,4 (1990) | 22,8 (1990) | 28,2 (1966) | 32,3 (1975) | 34,0 (1987) | 35,4 (1971) | 35,4 (1990) | 32,9 (1982) | 27,2 (1970) | 22,0 (1962) | 20,8 (1979) | 20,8     | 32,3     | 35,4     | 32,9     | 35,4    |
| T. min. assoluta (°C)                                | −6,8 (1985) | −5,0 (1986) | −3,6 (1971) | 4,0 (1970)  | 7,2 (1979)  | 9,7 (1986)  | 13,9 (1966) | 11,9 (1972) | 10,2 (1972) | 5,3 (1979)  | 1,1 (1985)  | −2,0 (1968) | −6,8     | −3,6     | 9,7      | 1,1      | −6,8    |
| Giorni di gelo (Tmin ≤ 0 °C)                         | 2           | 1           | 0           | 0           | 0           | 0           | 0           | 0           | 0           | 0           | 0           | 1           | 4        | 0        | 0        | 0        | 4       |
| Nuvolosità (okta al giorno)                          | 4,3         | 4,3         | 4,4         | 4,7         | 4,5         | 4,1         | 3,0         | 3,3         | 3,6         | 3,8         | 4,5         | 4,2         | 4,3      | 4,5      | 3,5      | 4,0      | 4,1     |
| Precipitazioni (mm)                                  | 106,4       | 95,1        | 105,8       | 85,3        | 75,6        | 53,2        | 26,8        | 80,8        | 98,6        | 153,0       | 110,5       | 81,1        | 282,6    | 266,7    | 160,8    | 362,1    | 1 072,2 |
| Giorni di pioggia                                    | 7           | 7           | 8           | 8           | 7           | 5           | 3           | 6           | 6           | 8           | 8           | 6           | 20       | 23       | 14       | 22       | 79      |
| Umidità relativa media (%)                           | 61          | 63          | 61          | 70          | 71          | 71          | 67          | 66          | 66          | 66          | 64          | 64          | 62,7     | 67,3     | 68       | 65,3     | 65,8    |
| Eliofania assoluta (ore al giorno)                   | 3,8         | 4,5         | 5,1         | 6,4         | 7,1         | 8,2         | 9,5         | 8,6         | 6,7         | 5,6         | 3,7         | 3,6         | 4,0      | 6,2      | 8,8      | 5,3      | 6,1     |
| Radiazione solare globale media (centesimi di MJ/m²) | 502         | 782         | 1 158       | 1 648       | 1 985       | 2 247       | 2 356       | 2 013       | 1 494       | 991         | 575         | 438         | 1 722    | 4 791    | 6 616    | 3 060    | 16 189  |
| Vento (direzione-m/s)                                | NE 6,0      | NE 5,7      | NE 5,0      | NE 4,7      | NE 4,2      | SE 3,9      | NE 3,8      | NE 4,0      | NE 4,4      | NE 5,3      | NE 5,7      | NE 6,0      | 5,9      | 4,6      | 3,9      | 5,1      | 4,9     |

## Valori estremi

### Temperature estreme mensili dal 1928 ad oggi
Nella tabella sottostante sono riportati i valori delle temperature estreme mensili registrate presso la stazione meteorologica dal 1928 ad oggi. Nel periodo esaminato, la temperatura minima assoluta ha toccato i -7,2 °C nel febbraio 1929, mentre la massima assoluta ha raggiunto i +38,5 °C nell'agosto 2015 e nell'agosto 2025.
I dati attuali sono infatti rilevati nell'area aeroportuale, dove la stazione meteorologica ha sede dall'ottobre 1962; precedentemente, i dati erano originariamente rilevati su un battello collocato nell'area tra Ponte San Giorgio e la centrale termoelettrica; all'inizio degli anni Trenta la stazione venne spostata prima nella zona di via Montenero e poi presso l'idroscalo di Sampierdarena, dove rimase in funzione tra il 1934 e il novembre 1955; infine, tra il novembre 1955 e l'ottobre 1962 l'ubicazione fu spostata nell'area di San Martino, per poi divenire definitivamente quella dell'aeroporto di Sestri.
| Genova AM/ENAV (1928-2025) | Mesi        | Mesi        | Mesi        | Mesi        | Mesi        | Mesi        | Mesi        | Mesi              | Mesi        | Mesi        | Mesi        | Mesi        | Stagioni | Stagioni | Stagioni | Stagioni | Anno |
| Genova AM/ENAV (1928-2025) | Gen         | Feb         | Mar         | Apr         | Mag         | Giu         | Lug         | Ago               | Set         | Ott         | Nov         | Dic         | Inv      | Pri      | Est      | Aut      | Anno |
| -------------------------- | ----------- | ----------- | ----------- | ----------- | ----------- | ----------- | ----------- | ----------------- | ----------- | ----------- | ----------- | ----------- | -------- | -------- | -------- | -------- | ---- |
| T. max. assoluta (°C)      | 20,3 (1983) | 22,5 (1998) | 24,8 (2025) | 29,0 (2018) | 32,8 (2022) | 35,6 (2017) | 37,5 (2022) | 38,5 (2015, 2025) | 33,8 (2016) | 29,4 (2011) | 24,0 (2023) | 21,2 (2016) | 22,5     | 32,8     | 38,5     | 33,8     | 38,5 |
| T. min. assoluta (°C)      | −6,8 (1985) | −7,2 (1929) | −3,6 (1971) | 2,8 (1931)  | 5,0 (1991)  | 9,7 (1986)  | 12,2 (1938) | 10,7 (2006)       | 9,0 (2007)  | 3,8 (1946)  | 1,1 (1985)  | −5,0 (1939) | −7,2     | −3,6     | 9,7      | 1,1      | −7,2 |

Nella tabella sottostante sono invece indicate le temperature estreme mensili registrate nell'attuale ubicazione aeroportuale dal 1962 in poi. La temperatura massima assoluta in questo caso è stata di +38,5 °C ed è stata registrata nell'agosto 2015 e nell'agosto 2025, mentre la minima assoluta resta quella di -6,8 °C del gennaio 1985.
| Genova-Sestri Ponente (1962-2025) | Mesi        | Mesi        | Mesi        | Mesi        | Mesi        | Mesi        | Mesi        | Mesi              | Mesi        | Mesi        | Mesi        | Mesi        | Stagioni | Stagioni | Stagioni | Stagioni | Anno |
| Genova-Sestri Ponente (1962-2025) | Gen         | Feb         | Mar         | Apr         | Mag         | Giu         | Lug         | Ago               | Set         | Ott         | Nov         | Dic         | Inv      | Pri      | Est      | Aut      | Anno |
| --------------------------------- | ----------- | ----------- | ----------- | ----------- | ----------- | ----------- | ----------- | ----------------- | ----------- | ----------- | ----------- | ----------- | -------- | -------- | -------- | -------- | ---- |
| T. max. assoluta (°C)             | 20,3 (1983) | 22,5 (1998) | 24,8 (2025) | 29,0 (2018) | 32,8 (2022) | 35,6 (2017) | 37,5 (2022) | 38,5 (2015, 2025) | 33,8 (2016) | 29,4 (2011) | 24,0 (2023) | 21,2 (2016) | 22,5     | 32,8     | 38,5     | 33,8     | 38,5 |
| T. min. assoluta (°C)             | −6,8 (1985) | −5,0 (1986) | −3,6 (1971) | 4,0 (1991)  | 5,0 (1991)  | 9,7 (1986)  | 12,7 (2016) | 10,7 (2006)       | 9,0 (2007)  | 5,0 (2007)  | 1,1 (1985)  | −3,6 (1996) | −6,8     | −3,6     | 9,7      | 1,1      | −6,8 |